# Isopren
Isopren eller isoterpen är en terpen med 5 kolatomer. Den är monomeren av naturgummi.

## Förekomst och framställning
Isopren förekommer i polymer form i saven från gummiträd, men det utsöndras också från andra träd som till exempel ek.
Isopren bildas också vid krackning av råolja och är en biprodukt vid produktionen av etylen. Det framställs i stora mängder ur bl. a. 2-metylbutan eller propen. 
Arkeers cellmembran är uppbyggt av isoprenmolekyler.

## Användning
94 % av all producerad isopren används för produktion av syntetisk latex (cis-1,4-polyisopren).
Isopren utgör också byggsten i en rad naturprodukter, isoprenoider, som t. ex. terpener, steroider och kautschuk. 